# Phrynichodamon scullyi
Genre
Espèce
Synonymes
- Phrynichus scullyi Purcell, 1902

Phrynichodamon scullyi, unique représentant du genre Phrynichodamon, est une espèce d'amblypyges de la famille des Phrynichidae.

## Distribution
Cette espèce se rencontre en Afrique du Sud et en Namibie.

## Description
L'holotype mesure 15,5 mm.

## Étymologie
Cette espèce est nommée en l'honneur de William Charles Scully.

## Publications originales
- Purcell, 1902 : On some South African Arachnida belonging to the orders Scorpiones, Pedipalpi, and Solifugae. Annals of the South African Museum, vol. 2, p. 137–225 (texte intégral).
- Weygoldt, 1996 : Evolutionary morphology of whip spiders: towards a phylogenetic system (Chelicerata: Arachnida: Amblypygi).  Journal of Zoological Systematics and Evolution Research, vol. 34, p. 185–202.